# Кассир

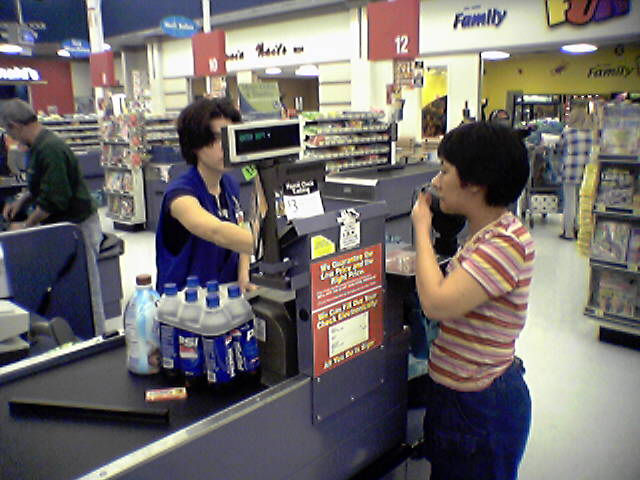
Кассир в супермаркете Wal-Mart в Вирджинии (США)

Кассир — работник, который осуществляет прием, хранение и учет денежной наличности.
В зависимости от специфики работы, выделяются кассиры торговых предприятий, банковские кассиры, валютные кассиры, работники билетных касс, кассиры-бухгалтеры.
Кассиры торговых предприятий подсчитывают, на какую сумму покупателем приобретен товар (в настоящее время часто путём сканирования штрихкодов), и производят расчеты наличными деньгами или по пластиковой карте с использованием контрольно-кассовой техники. Кассир должен знать признаки подлинных банкнот и уметь отличать их от поддельных как с помощью ультрафиолетового детектора, так и на глаз.
Кассиры билетных касс театров, кинотеатров, концертных залов, музеев продают билеты. Кассиры театров, кинотеатров, музеев также должны помочь посетителю с выбором места в зале.
Валютные кассиры производят обмен валюты. Кассиры-операционисты в банках производят различные банковские операции.
Работа кассира потенциально опасна из-за угрозы разбойного нападения.